# Arma incendiária

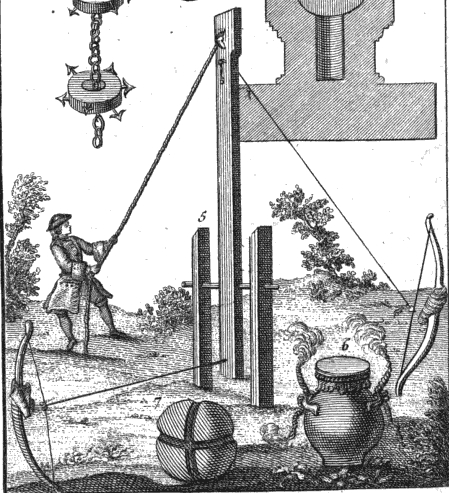
Desenho de 1745

Armas incendiárias, dispositivos incendiários ou bombas incendiárias são armas projetadas para iniciar incêndios ou destruir equipamentos sensíveis, utilizando materiais como napalm, termite, trifluoreto de cloro ou fósforo branco.
Bombas incendiárias foram usadas desde os tempos antigos. O fogo grego, que foi usada pelo Império Bizantino, é um excelente exemplo, sendo a causa de muitas vitórias navais.

## Desenvolvimento e utilização na I Guerra Mundial
As primeiras bombas incendiárias foram lançadas durante a Primeira Guerra Mundial caindo sobre as cidades costeiras do sudoeste da Inglaterra, na noite de 18-19 de janeiro de 1915. Estas bombas  alemães, também conhecidas como bombas incendiárias, eram constituídas de um recipiente com querosene e óleo e envolto com cordas cobertas de alcatrão. Elas foram lançadas de dirigíveis Zeppelin. 
Em 8 de setembro de 1915, o Zeppelin L-13 lancou  um grande número de bombas incendiárias, mas mesmo assim os resultados foram pobres e geralmente ineficazes em termos de dano infligido. Eles, no entanto, tiveram um efeito considerável sobre o moral da população civil do Reino Unido.